# Пролећна офанзива
Пролећна офанзива је низ немачких напада током пролећа 1918. дуж Западног фронта у Првом светском рату. Пролећна офанзива је представљала највеће напредовање на западном фронту од 1914. Немачка је закључила да јој је једина прилика да победи савезнике пре него што војска  САД дође на фронт у великом броју и са великим средствима. Немци су имали велику предност на западном фронту, јер су после руске предаје и споразума у Брест-Литовску имали 60 нових дивизија са источног фронта. Пролећна офанзива се састојала од четири посебна немачка напада, који су названи: Мишел, Жорже, Гнајзенау и Блихер-Јорк. Најпре су намеравали да одвуку снаге од лука, које су биле кључне за британску опскрбу, па да онда нападну луке и друге линије комуникације.

## Тактика
Немачка војска је развила јуришне јединице, са пешадијом, која је била тренирана да користи Хутијерову тактику, којом би се пробили и заобишли непријатељске јединице, а те најјаче тачке би остављали војсци иза себе да их савладава. Јуришна тактика је била да се нападну непријатељски главни штабови, артиљеријске јединице и складишта у непријатељској позадини, као и да се брзо заузме територија.
Да би се омогућио почетни продор, немачки генерал-пуковник Георг Брихмилер је осмислио „ватрени валцер“, схема ефикасног и економичног артиљеријског напада. Одвијао се у три фазе. Прво би се извршио кратки напад на команду и комуникације, затим уништење артиљерије и на крају напад на непријатељске предње пешадијске јединице. Паљба је увек била кратка да би се постигао фактор изненађења. 
Савезници су развили дубинску одбрану, па су смањили број војника на предњој линији, а резерве и складишта су помакли ван немачког артиљеријског домета. Теоретска линија фронта се држала снајперима, патролама и митраљеским гнездима. Иза тога је била борбена зона, која је требало да заустави евентуални напад, а иза ње била је позадинска зона, где је била резервна војска спремна за контранапад или заустављање непријатељског продора.
Сектор, који је држала британска 5. армија нешто пре тога преузели су од Француза, одбрана није била завршена и било је премало војника да би дубински држали позиције. Позадинска зона готово и није постојала, а борбена зона се састојала од батаљона, који се међусобно нису подржавали, па су немачки јуришници могли лако да продру између њих.

## Мишел
Немци су 21. марта 1918. лансирали велику офанзиву против британске 5. армије и десног крила британске 3. армије. У одфанзиви су учествовале немачка 17. армија под командом Ота фон Белова, 2. армија Фон дер Марвица и 18. армија Оскара фон Хутијера, заједно са групом Гајл из 7. армије, која је подржавала 18. армију. За Британце су јачина напада и гранатирања пре њега били неугодно изненађење, иако су занали за приближно време и локацију офанзиве. Немци су имали среће да је напад изведен по магли, што је дозволило немачким јуришницима да непримећени продру дубоко у британске положаје. До краја првога дана офанзиве Немци су се пробили кроз неколико тачака фронта са британском 5. армијом, а после два дана офанзиве британска 5. армија је била у великом повлачењу. При томе повлачењу многе тачке су остале опкољене и биле су савладане од немачке пешадије. Повлачило се такође и десно крило британске 3. армије, да би избегли опкољавање.
Немачки командант Ерих Лудендорф није следио стриктну јуришничку тактику. Није имао кохерентну стратегију, која би пратила нову тактику. Лудендорф је сматрао да се најзначајнији делови савезничке линије и најјаче држе. Већина немачких напредовања изведена су на местима, која нису била стратешки значајна. Због тога је Лудендорф стално исцрпљивао своју војску нападајући добро утврђене британске јединице. Код Араса је 24. марта покушао са на брзину припремљеним нападом на левом крилу британске 3. армије. Покушао је да рашири пробој у савезничким линијама, али био је одбијен.
Немачки продор десио се северно од границе између француских и британских армија. Главнокомандујући француских снага маршал Петен је по мишљењу британског врховног команданта маршала Дагласа Хејга преспоро је слао појачања у тај сектор. Савезници су реаговали именовањем француског маршала Фердинанда Фоша као координатора савезничких активности у Француској и онда као главног команданта свих савезничких снага.
После три дана немачко напредовање је успорило, јер је пешадија била исцрпљена, а постало је и јако тешко покретање артиљерије и снабдевања да би се логистички подржало напредовање. стигле су свеже британске и аустралијске јединице у битан железнички чвор Амијен, тако да је одбрана учвршћена. Ерих Лудендорф је 25. марта 1918. обуставио операцију Мишел. По стандардима тога времена Немци су битно напредовали на фронту, али била је то пирова победа због великог броја жртава. Осим тога новодобијена територија није била од велике важности, јер су Амијен и Арас остали у савезничким рукама. Новодобијеном територијом било се тешко кретати, јер се већина састојала од изгранатиране дивљине остављене после битке на Соми. Ту територију је било тешко и бранити од контранапада. Савезници су изгубили 250.000 војника (Британци, из Британске империје, Французи и Американци). Осим тога изгубили су 1.300 комада артиљерије и 200 тенкова. Све то могло се надокнадити, било из британских фабрика или доласком америчке војске. Немци су изгубили 239.000 војника, а највише специјалних јединица јуришника. Губитак јуришника је био ненадокнадив. Почетно немачко славље због успешног почетка офанзиве претворио се касније у разочарење, јер нису постигнути одлучни резултати.

## Жорже
Операцијом Мишел британске снаге су допремљене са других тачака да бране Амијен. Тако су оставили слабо брањен велики део железничке пруге кроз Хазебрук и приступе лукама Кале, Булоњ сир Мер и Денкерк. Немачки успеси на том делу могли би изазвати пораз Британије. Напад је започео 4. априла 1918. артиљеријским валцером. Португалци су били брзо савладани и ту је извршен немачки продор, али Британци су пружали отпор на оба крила и угрожавали су немачки продор. Упркос тим британским акцијама Немци су извели продор и брзо су напредовали. Британци су се бојали да без француских појачања Немци могу за седам дана да дођу до витално значајних лука, које су биле удаљене 15 mi (24 km). Ипак немачка офанзива је заустављена због логистичких проблема и превише изложеним крилима. Контранапади Британаца, Француза, Американаца, Канађана и Аустралијанаца зауставили су немачко напредовање. Лудендорф је обуставио операцију Жорже 30. априла 1918. Као и у операцији Мишел губици су били подједнаки на обе стране, око 110.000 мртвих или рањених на свакој страни. Поново су резултати били разочаравајући за Немце. Хезебрук је остао у савезничким рукама, а немачка крила су била изложена. Британци су тим операцијама напустили релативно безвредну територију, коју су заузели по великој цени током 1917. и битки око Ипра.

## Блихер-Јорк
Док се заустављала операција Жоржет планиран је нови напад на француске положаје да би се одвукле снаге од канала Ламанш и тиме се омогућило новим немачким јединицама да напредују на северу. Стратешки циљ је био да се раздвоје британске и француске снаге и да се победи пре доласка америчке војске. Немци су извели напад 27. маја 1918. између Соасона и Ремса. Сектор су деломично држале четири британске дивизије, које су се одмарале после претходних напора. У том сектору није била развијена дубинска одбрана, највише захваљујући тврдоглавости команданта француске 6. армије Дениса Душена. Због тога је „ватрени валцер“ био јако успешан, па се готово цео савезнички фронт распао. Душен је концентрисао своју војску у предњим рововима, тако да није имао резерви, које би успоравале Немце у случају пробоја. Иако је постојао француски и британски отпор на крилима, немачка војска је напредовала до реке Марне и освајање Париза је изгледало као реалистичан циљ. Амерички митраљесци и сенегалски стрелци су зауставили немачко напредовање кода Шато-Тијери. Поново су бубици били велики на обе стране. савезници су имали 137.000 жртава, а Немци 130.000. Немачки губици су поново били из тешко надокнадивих јуришних дивизија.

### Гнајзенау
Лудендорф је тражио начин да прошири операцију Блихер-Јорк западно. Намера је била да повуче још више савезничких резерви јужно и да се споји са немачким џепом код Амијена. Французи су знали за такј напад од немачких заробљеника. Одбрана по дубини смањила је учинак немачког почетног гранатирања 9. јуна 1918. Немачко напредовање је било доста велико, упркос оштром француском и америчком отпору. Изненадни француски контранапад у Комјењу 11. јуна изненадио је Немце и зауставио њихово напредовање. Операција Гнајзенау је обустављена због тога 12. јуна. Савезници су имали 35.000 жртава, а Немци 30.000.

## Последњи немачки напад
У последњој офанзиви Ерих Лудендорф је намеравао да повуче савезничке резерве из Фландрије и да према истоку рашири џеп, који је створен Блихер-Јорк офанзивом. Напад источно од Ремса одбијен је француском дубинском одбраном код Ремса. Немачке снаге југозападно од Ремса су успеле да пређу реку Марну, али Французи су започели велику офанзиву на западној страни џепа 18. јуна и тиме су запретили Немцима одсецањем џепа. Ерих Лудендорф је успео да заустави напад и евакуише џеп. Ипак иницијатива је прешла на страну савезника.

## Стратешки значај
Пролећна офанзива је била серија офанзива, којима је Немачка освојила велике територије. Ипак није постигнут стратешки циљ брзе победе, а немачке армије су биле исцрпљене, изгубиле су доста војника и налазиле су се на изложеним положајима. За шест месеци рата бројно стање немачке армије је пало са 5, 1 милион војника на 4,2 милиона. људство је било исцрпљено. Немачка врховна команда је предвидела да ће бити потребно нових 200.000 војника сваки месец, али имали су на располагљу само 300.000 за целу годину. Савезници су били тешко погођени, али нису били сломљени. Слабост савезника је био изостанак јединствене врховне команде, па су то поправљали појачањем координације савезничких армија. Осим тога новодошла америчка војска је први пут кориштена као независна формација и показала се у рату. Долазак америчке војске ублажио је недостатак војника, што је дотад био француски и британски проблем. Савезничке офанзива у јулу (Друга битка на Марни ) и офанзива у августу (Стодневна офанзива) показале су се успешним. Немци су потиснути на почетне положаје и ван тога. У то време Немцима су почеле недостајати резерве, а немачка врховна команда је саветовала владу да се преда.